# Charles Kahudi
Charles Lombahe-Kahudi (Kinshasa, República democrática del Congo, 19 de julio de 1986) es un  baloncestista francés. Con una altura de 1,97 m, su posición en la cancha es la de alero. 

## Clubes
- Cholet Basket (2004-2006)
- ALM Évreux Basket (2006-2008)
- JDA Dijon (2008-2009)
- Le Mans Sarthe Basket (2009-2015)
- ASVEL Lyon-Villeurbanne (2015-)